# Macuco de Minas
Macuco de Minas é uma vila e um distrito do município brasileiro de Itumirim. O nome que faz referência ao pássaro macuco, encontrado no local durante a época dos bandeirantes. Segundo dados da Companhia de Saneamento de Minas Gerais (COPASA), em 2014 aproximadamente 2.516 habitantes residiam na área urbana do distrito.

## História
A vila de Macuco de Minas apresenta poucas atividades históricas influentes conhecidas na região, com a sua própria ainda muito pouco detalhada. Sendo a parte mais conhecida contada e recontada pelos mais velhos aos jovens oralmente. A fundação do distrito aconteceu pela lei estadual nº 2764, de 30 de dezembro de 1962, a mesma que desmembrou do município de Itumirim o distrito de Ingaí, tornando-o município.

## Geografia
Macuco de Minas está situado na Mesorregião do Campo das Vertentes, e na Microrregião de Lavras. O distrito é cortado pela BR 265 que passa pelo trevo de entrada para a sede. O clima do distrito é classificado como subtropical de altitude, com verões quentes e invernos frios.

## Cultura
A região é conhecida na Microrregião de Lavras por suas festas populares, dentre as quais se destacam a Festa do Carro de Boi de Macuco de Minas, que sempre acontece no quarto domingo de julho, as festas juninas anuais (promovidas na maior parte pela Escola Estadual Macuco de Minas), a Festa do padroeiro São Sebastião, o Carnaval com marchinhas ao som da Corporação Musical São Sebastião e desfile dos  blocos do Judá e do Cedro, a Festa do Trator, realizada no mês de setembro, a festa do Sagrado Coração de Jesus, no mês de junho, e os encontros de bandas de músicas, realizados pela população em parceria com a prefeitura e câmara  municipal, também realizadas no mês de setembro .